# Calceolaria hispida
Calceolaria hispida är en toffelblomsväxtart. Calceolaria hispida ingår i släktet toffelblommor, och familjen toffelblomsväxter.

## Underarter
Arten delas in i följande underarter:
- C. h. acaulis
- C. h. hispida